# Götz Aly

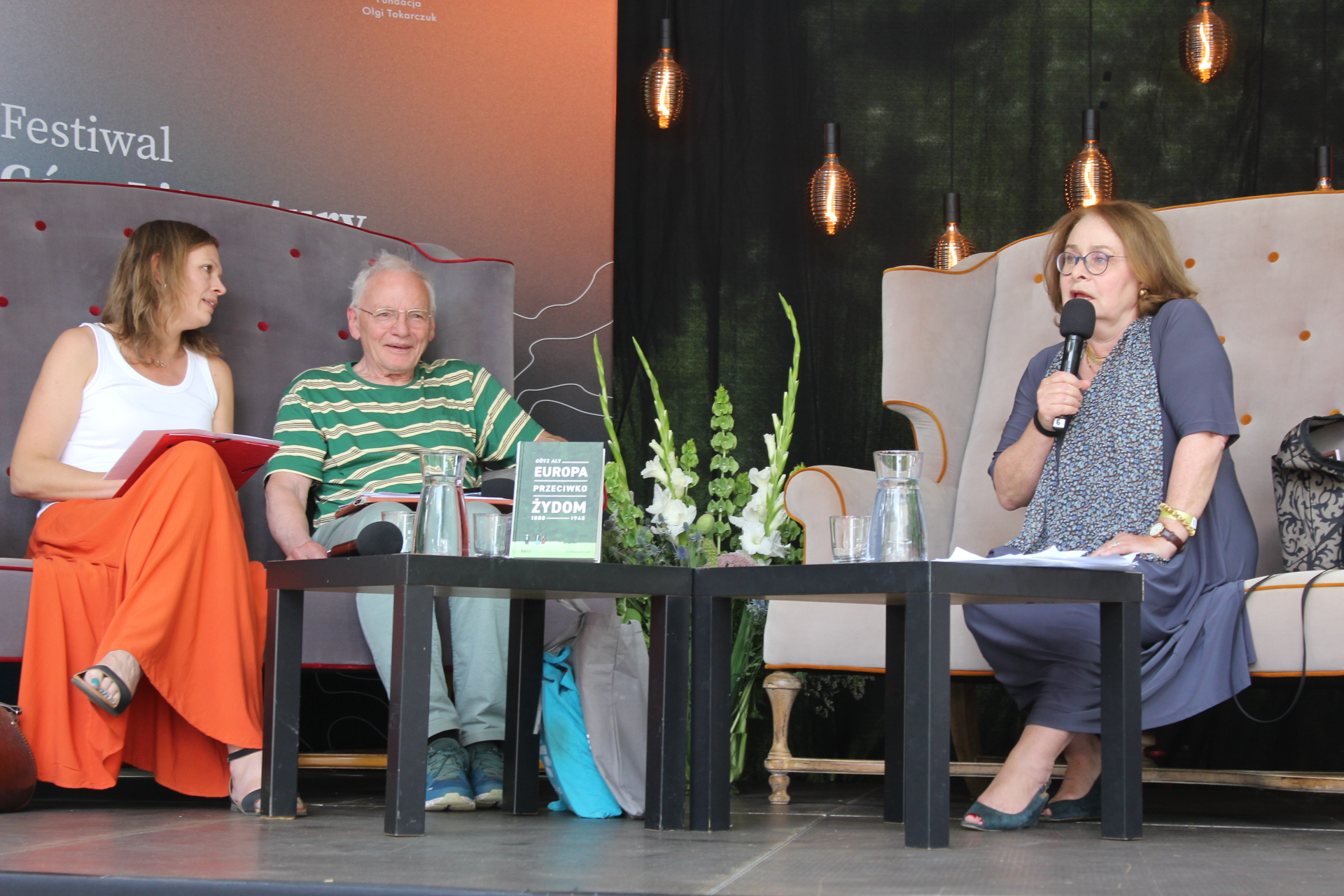
Karolina Golimowska, Götz Aly, Olga Mannheimer

Götz Aly (ur. 3 maja 1947 w Heidelbergu) – niemiecki historyk, dziennikarz.

## Życiorys
W latach 1968–1971 studiował nauki polityczne i historię w Berlinie Zachodnim. Był aktywnym uczestnikiem protestów studenckich w Niemczech (1967–1968). W 1971 r. był współredaktorem pisma „Hochschulkampf”. 1972–1973 był działaczem zachodnioberlińskiej organizacji Rote Hilfe (pol. Czerwona Pomoc). W latach 1973–1976 był pracownikiem Urzędu ds. Młodzieży (Jugendamt) w berlińskiej dzielnicy Spandau. Był jednym z pierwszych redaktorów założonego w 1978 roku dziennika „Die Tageszeitung”. W latach 1997–2001 był szefem działu opinii w „Berliner Tageszeitung”.
Jest autorem licznych książek na temat narodowego socjalizmu. Jest autorem publikacji: Unser Kampf '68. Gniewne spojrzenie w przeszłość, w której dokonał głębokiej analizy porównawczej pokolenia '68 i '33.
Ponadto Aly jest autorem książki Państwo Hitlera (niem. Hitlers Volksstaat), w której m.in. udowadnia, że w latach 1939–1945 III Rzesza uzyskała równowartość co najmniej 2 bilionów euro z grabieży krajów okupowanych. Znaczna część powyższej sumy zdaniem autora sfinansowała działania militarne, reszta została redystrybuowana do niemieckich obywateli w postaci zwolnień podatkowych, świadczeń socjalnych, podwyżek płac, wczasów pracowniczych, sztucznie nisko utrzymywanych cen towarów. Profesor Aly ocenił, że na samych robotach przymusowych Niemcy zarobiły równowartość 130 miliardów euro.
W 2002 został laureatem Nagrody Heinricha Manna.